# 1994-es magyar teniszbajnokság
Az 1994-es magyar teniszbajnokság a kilencvenötödik magyar bajnokság volt. A bajnokságot augusztus 28. és szeptember 3. között rendezték meg Budapesten, a Római Teniszakadémia pályáin.

## Eredmények
| Versenyszám  | Arany                                               | Arany | Ezüst                                    | Ezüst | Bronz                                                                                            | Bronz |
| ------------ | --------------------------------------------------- | ----- | ---------------------------------------- | ----- | ------------------------------------------------------------------------------------------------ | ----- |
| Férfi egyéni | Nagy Viktor Vasas SC                                |       | Noszály Sándor Vasas SC                  |       | Barátosi Levente Újpesti TELányi András Újpesti TE                                               |       |
| Női egyéni   | Noszály Andrea Újpesti TE                           |       | Muzamel Ágnes Bp. Honvéd                 |       | Zsoldos Mária Újpesti TEMandula Petra Vasas SC                                                   |       |
| Férfi páros  | Lányi András, Noszály Sándor Újpesti TE, Vasas SC   |       | Keresztes Krisztián, Hornok Miklós BSE   |       | Bibza Csongor, Réthelyi László PÁRA TC ÉrdBarátosi Levente, Fekete Rudolf Újpesti TE             |       |
| Női páros    | Csurgó Virág, Kurimay Anita Bp. Spartacus, Vasas SC |       | Báthory Barbara, Csapó Zsófia Vasas SC   |       | Császár Katalin, Varró Nelli Római TeniszakadémiaPiski Andrea, Somorjai Luca BSE                 |       |
| Vegyes páros | Noszály Sándor, Noszály Andrea Vasas SC, Újpesti TE |       | György Károly, Ferenczi Tímea Újpesti TE |       | Csabai Péter, Csapó Zsófia Agárdi TC, Vasas SCKiss Márk, Csurgó Virág PÁRA TC Érd, Bp. Spartacus |       |